# Distrikt Lagunas (Ayabaca)
Der Distrikt Lagunas liegt in der Provinz Ayabaca in der Region Piura in Nordwest-Peru. Der Distrikt wurde am 23. Februar 1946 gegründet. Er hat eine Fläche von 190 km². Beim Zensus 2017 lebten 5880 Einwohner im Distrikt. Im Jahr 1993 betrug die Einwohnerzahl 5441, im Jahr 2007 6625. Verwaltungssitz ist die 2208 m hoch gelegene Ortschaft Lagunas mit 361 Einwohnern (Stand 2017). Lagunuas liegt 22 km südwestlich der Provinzhauptstadt Ayabaca.

## Geographische Lage
Der Distrikt Lagunas liegt in der peruanischen Westkordillere zentral in der Provinz Ayabaca. Er besitzt eine Längsausdehnung in Nord-Süd-Richtung von 21 km sowie eine maximale Breite von 16 km. Der Río Quiroz, linker Nebenfluss des Río Chira, fließt entlang der nordöstlichen Distriktgrenze nach Westen.
Der Distrikt Lagunas grenzt im Südwesten an den Distrikt Frías, im Westen an den Distrikt Sapillica, im Nordwesten an den Distrikt Paimas, im Norden an den Distrikt Montero, im Nordosten an den Distrikt Ayabaca sowie im Südosten an den Distrikt Pacaipampa.